# Elymnias cortona
Elymnias cortona är en fjärilsart som beskrevs av Hans Fruhstorfer 1911. Elymnias cortona ingår i släktet Elymnias och familjen praktfjärilar. Inga underarter finns listade i Catalogue of Life.